# Termitotrox kenyensis
Termitotrox kenyensis är en skalbaggsart som beskrevs av Renaud Maurice Adrien Paulian 1985. Termitotrox kenyensis ingår i släktet Termitotrox och familjen Termitotrogidae. Inga underarter finns listade i Catalogue of Life.